# Martial Carré
 (juillet 2014).
Si vous disposez d'ouvrages ou d'articles de référence ou si vous connaissez des sites web de qualité traitant du thème abordé ici, merci de compléter l'article en donnant les références utiles à sa vérifiabilité et en les liant à la section « Notes et références ».
Martial Carré, né en 1929 à Fougères, est un chansonnier français.

## Biographie
C'est sur la recommandation de Robert Rocca que Martial Carré entre officiellement dans le monde du spectacle au Caveau de la République, dans un programme dont Raymond Souplex est la vedette.
Si au Caveau, il présente des chansons satiriques d'actualité, il écrit aussi des chansons d'humour tendres et poétiques : empruntant à Peynet son personnage d'amoureux transi, il compose un tour de chant qui séduit Léo Noël qui l'engage à l'Écluse aux côtés de Barbara et de François Billetdoux.
Sans abandonner la Rive gauche, où il fait de fréquentes apparitions à l'Échelle de Jacob, il participe à de nombreuses émissions du Grenier de Montmartre. Il devient successivement pensionnaire du Théâtre des Deux-Ânes, des Dix-Heures, de La Lune rousse.
En 1960, Jacques Canetti l'engage aux Trois Baudets, où il partage l’affiche avec Ricet Barrier, Serge Gainsbourg et Claude Nougaro, ce qui l'amène à participer pour son plus grand plaisir à plusieurs spectacles de Georges Brassens, dont il devient le voisin et l'ami.
Parallèlement il mène une carrière d'auteur. Parmi ses nombreux interprètes : Patachou, les Trois Ménestrels, Les Frères Jacques, qui deviennent ses fervents supporters.
Martial Carré reste cependant fidèle au Caveau de la République, dont il deviendra directeur artistique en 1974. Là, pendant près de vingt cinq ans, il fait régner l'esprit chansonnier.
Sous sa direction, on peut voir à l’affiche du Caveau les petits nouveaux du moment : Patrick Sébastien, Pierre Douglas, Garcimore, Michel Lagueyrie, Patrick Timsit, Jean Roucas, Florence Brunold, François Morel (les Deschiens), Smaïn, Cocagne et Delaunay, Laurent Gerra, Serge Llado, Albert Meslay, Laurent Ruquier et beaucoup d’autres jeunes artistes.
Pendant la cohabitation, le Times a publié une de ses chansons traitant avec ironie l’actualité du moment[réf. nécessaire].
Sportif, il réussit en 1986 une traversée de la France à skis (Strasbourg–Nice), record homologué par le Guinness Book[réf. nécessaire].
Marin, il a pendant vingt ans sillonné les mers sur son voilier, de l'Irlande à la Norvège, des Açores à l'Adriatique[réf. nécessaire].

## Distinctions
- La Société des auteurs et compositeurs de musique lui a décerné le prix Didier Mauprey, prix de l’humour 1986.
- Il a été fait chevalier de l'Ordre des Arts et des Lettres le 15 décembre 2011[2].